# زولتان ایشتوان
زولتان ایشتوان گیورکو (مجاری: Zoltan Istvan Gyurko؛ زادهٔ ۱۹۷۳ در لس آنجلس) یک رمان‌نویس، فیلسوف بی‌خدا و ترابشریت‌شناس آمریکایی مجارستانی‌تبار است.
وی از دانشگاه کلمبیا فارغ‌التحصیل شده‌است. وی خود را برای انتخابات ریاست جمهوری ایالات متحده آمریکا، در سال ۲۰۱۶ کاندید کرد.